# Schnorrenberg
Schnorrenberg is een plaats in de Duitse gemeente Hellenthal, deelstaat Noordrijn-Westfalen, en telt 75 inwoners (2006).